# Tseliso Tefane
Tseliso Jessie Tefane (ur. 24 kwietnia 1982 w Maseru) – lesotyjski koszykarz, uczestnik Mistrzostw Afryki 2005.
W 2005 roku wziął udział w Mistrzostwach Afryki, gdzie reprezentacja Lesotho odpadła już po rundzie eliminacyjnej. Podczas tego turnieju wystąpił w czterech meczach, w których zdobył cztery punkty. Zanotował także dwie asysty, dwa przechwyty, i pięć zbiórek defensywnych. Ponadto miał na swym koncie także cztery faule i siedem strat. W sumie na parkiecie spędził około 35 minut.